# Берёзовка (Мордовский район)
Берёзовка (Малышкино) — село в Мордовском районе Тамбовской области России. Входит в состав Лавровского сельсовета.
С 1861 по 1928 год деревня входила в состав Сосновской волости Тамбовского уезда. С 1935 по 1956 год — в Березовский сельсовет Шульгинского района.

## География
Село находится в центрально-западно-южной части Тамбовской области, в лесостепной зоне, 5 км к северо-востоку от Сосновки, 38 км к северу от Мордово и в 55 км к юго-западу от Тамбова.
Расположено при ручье Плоскуше.
Березовка со всех сторон окружена степными полями, вокруг водоёмов присутствует растительность. Абсолютная высота — 175 метров над уровнем моря.

### Климат
Климат умеренно континентальный, относительно сухой, с холодной продолжительной зимой и тёплым летом. Средняя температура воздуха самого холодного месяца (января) — − −10,6°C (абсолютный минимум — −39 °C); самого тёплого месяца (июля) — 20,6 °C (абсолютный максимум — 40 °С). Продолжительность периода с положительной температурой колеблется от 145 до 150 дней. Среднегодовое количество атмосферных осадков составляет 450—475 мм, из которых большая часть выпадает в тёплый период. Снежный покров держится в течение 135 дней.

## История
Село впервые упоминается в ревизской сказке 1782 года по Тамбовскому уезду как деревня Малышкино, (Березовка тож) или Березовая Вершина. Тогда там проживали несколько семей однодворцев, в том числе и по фамилии Малышкины, от которых пошло изначальное название. (Сохранились ревизские сказки села за 1795, 1811, 1834, 1850, 1858 года).
Список населённых мест Тамбовской губернии по сведениям 1862 года описывает казённую деревню Березовка (Малышкино) Тамбовского уезда 4-го стана, полевую сторону Воронежского транспортного тракта на г. Усмань, при ручье. Деревня насчитывала 52 домохозяйства, с населением женского пола — 211, мужского — 221, всего 432 жителя.
Первая начальная школа в селе Берёзовке была открыта в 1884 году, специально для здания школы на средства частного лица. Это было 1-этажное здание с 1-й классной комнатой, деревянной постройки на каменном фундаменте, крытое железом, свет падал слева и сзади. В 1901 году в ней обучалось 70 человек. Для учителей были отдельные квартиры.

Вот как описывается село по епархиальным сведениям в 1911 году:
Церковь построена в 1905 году на средства прихожан, деревянная холодная, престол в честь Покрова Пресв. Богородицы.
В приходе дворов 268, душ муж. пола 950, жен. пол. 1025, великороссы, большинство земледельцы, но есть не мало мясников, плотников и маляров. Душевой надел земли 1,5 дес. Есть пруд.
Есть пруд.
Две деревни: 1) Коровино в 2-х верстах от церкви, дворов 45, душ м.п. 165, ж.п. 170;, 2) Криуша или Бегичёвка в 3-х верстах от церкви, дворов 83, душ м.п. 275, ж.п. 325.
Молокан-воскресников 8 дворов, душ м.п. 56 ж.п. 51.
Штат: священник Михаил Фёдорович Николаевский (1879) и псаломщик Виктор Митрофанович Павловский (1890).
Школа земская, в которой законоучитель получает от 40 до 50 руб. в год.
Земли для причта 1,5 дес. усадебной в 60 саж, и 33 дес. пахотной, в одном месте, в 2-х верстах от церкви. Дома церковные размером: у свящ. 9 на 8, псал. 7 на 6 кв аршин. Общая доходность причтовой земли от 300 до 350 руб. в год. Братского годового дохода от 450 до 560 руб. в год.
Церковно-приходское попечительство состоит из 5 членов. Опись церковно-приходского имущества имеется. Метрические книги с 12 февраля 1906 года.
От ж-д станции "Мордово" в 25 вер., от "Кариан-Строгоново" в 32 верстах, от волостного правления Сосновское-Александровское в 5 верстах, где больница и базар, от благочинного округа в 10 верстах, от г. Тамбова в 60 верстах.
Адрес: для телеграмм  "Мордово" и Кариан-Строгоново", для писем Сосновско-Александровское волостное правление.
Земской начальник 4-го участка, пристав 4 стана. 
В 1913 году село посетил книгоноша от Тамбовской епархии Ефимий Невзоров. Учителями земской школы в то время были: законоучитель Михаил Николаевский и учитель Александр Иванович Кудрявцев.
В 1914 году село насчитывало 1116 жителей с 976 десятинами земли. Престольный праздник 1 октября, имелось кредитное товарищество.
По данным Всесоюзной переписи 1926 года деревня насчитывала 255 домохозяйств, с населением женского пола — 673, мужского — 526, всего 673 жителей.
В 1932 году село насчитывало 1116 жителей, являлось центром Берёзовского сельсовета Покрово-Марфинского района.

## Население
| 2002 | 2010 |
| ---- | ---- |
| 112  | ↘44  |

### Половой состав
По данным Всероссийской переписи населения 2010 года в гендерной структуре населения мужчины составляли 50 %, женщины — соответственно также 50 %.

### Национальный состав
Согласно результатам переписи 2002 года, в национальной структуре населения русские составляли 88 % из 112 чел.

## Инфраструктура
Личные подсобные хозяйства.

## Транспорт
Просёлочные дороги.